# テレビ静岡ニュースレポート
『テレビ静岡ニュースリポート』（テレビしずおかニュースリポート）は、1978年10月2日から1979年6月1日までテレビ静岡で放送された夕方18時台枠のローカルワイドニュース番組で8ヶ月間放送された。

## 放送時間
- 月曜日 - 金曜日 18:30 - 18:55（1978年10月2日 - 1979年6月1日）